# گراداتس (باتوچینا)
گراداتس (به صربی: Gradac) یک منطقهٔ مسکونی در صربستان است که در باتوچینا واقع شده‌است.